# Ángel Delgado Silva
Ángel Guillermo Delgado Silva (Lima, 10 de febrero de 1952) es un abogado, constitucionalista, docente universitario y político peruano. Ejerció como regidor de Lima en varias ocasiones y como jefe del Gabinete de Asesores de la Presidencia del Consejo de Ministros en el gobierno de Ollanta Humala.

## Biografía
Nació en la ciudad de Lima, el 10 de febrero de 1952.
Es egresado en la facultad de Derecho de la Pontificia Universidad Católica del Perú, donde luego se graduó como abogado. Ejerció también como docente universitario en el Departamento Académico de Derecho de la PUCP.
Fue miembro del Partido Comunista Revolucionario y de la Unión de Izquierda Revolucionaria. Su primera participación en comicios fue en las elecciones generales del año 1980 como candidato a la Cámara de Diputados en representación de la provincia constitucional del Callao; sin embargo, no resultó elegido.
En las elecciones municipales de 1980, resultó elegido como regidor de la Municipalidad de Lima por Izquierda Unida, quien tuvo como alcalde al recordado Alfonso Barrantes. Culminando su gestión, fue reelegido en las elecciones de 1983 y también en las elecciones de 1986.
En su labor como regidor metropolitano, fue miembro de la Comisión de Legislación Municipal.
Intentó una tercera reelección en las elecciones de 1989 por el Acuerdo Socialista de Izquierda donde no tuvo éxito y de igual manera en su candidatura al Senado en 1990.
En el año 1990, Ángel Delgado fue designado como secretario de la Presidencia del Consejo de Ministros, durante la gestión de Juan Carlos Hurtado Miller, en el primer gobierno de Alberto Fujimori. Permaneció en el cargo hasta el año 1991, siendo reemplazado por Víctor Camacho Orlandini.
En 1995, junto con Alberto Borea, Fernando de la Flor y César Rodríguez Rabanal, fundó el Foro Democrático que luego en 1998 logró recolectar diversas firmas para el referéndum que buscaba frenar la segunda reelección presidencial de Alberto Fujimori. Luego en el año 2000, fundó junto con Alberto Borea el partido político Fuerza Democrática, ejerciendo como secretario general del partido desde 2004 hasta 2007.
En el año 2006, Ángel Delgado regresó al ámbito político como candidato a regidor de la Municipalidad de Lima por Unidad Nacional, coalición política liderado por Luis Castañeda Lossio como candidato a la reelección en las elecciones municipales. Delgado fue elegido para el periodo municipal 2007-2010.
Postuló al Congreso de la República como miembro de Perú Posible en las elecciones parlamentarias del año 2011, sin embargo, no obtuvo un escaño.
En julio del 2012, Ángel Delgado fue nombrado como jefe del Gabinete de Asesores de la Presidencia del Consejo de Ministros (PCM) al mando de Juan Jiménez Mayor en el gobierno de Ollanta Humala.
Es miembro fundador de la Asociación Peruana de Derecho Municipal, de la cual ha sido su presidente en el periodo 2017-2018. Del mismo modo, es miembro de la Asociación Peruana de Derecho Constitucional y ha formado parte del Consejo Consultivo de la Comisión de Constitución del Congreso de la República. Además, fue abogado de Pedro Chávarry, exfiscal de la nación investigado por quien actos de corrupción.
Con el paso del tiempo, Delgado empezó a cambiar su postura ideológica y se integró a la Coordinadora Republicana, grupo conservador afiliado a políticos de derecha y fujimoristas. Su afiliación fue polémica debido a su anterior paso por las filas izquierdistas y por haber sido opositor al gobierno dictatorial de Alberto Fujimori. Finalmente, ha manifestado su apoyo a Fujimori y hasta 2019 estuvo aliado con grupos del fujimorismo.
En septiembre del 2022, apareció en una conferencia de La Resistencia, colectivo vinculado a personas de tendencia ultraconservadora y a políticos fujimoristas.
En el año 2023, el portal periodístico Sudaca denunció que el Municipio del distrito de La Molina, al mando del alcalde Diego Uceda, realizó un pago de S/80.000 a Ángel Delgado por un trabajo con motivos desconocidos.
Actualmente se encuentra afiliado al partido político Avanza País desde el año 2024. En 2025 fue nombrado jefe de la Oficina Legal del Congreso. 

## Publicaciones
- El rango de ley de las ordenanzas municipales en la Constitución de 1993: colisión normativa entre ley del Congreso y ordenanza municipal (1997)
- Municipios, Descentralización y Democracia: Una propuesta democrática (1995)
- Autocracia y régimen local (1992)
- Municipio, Descentralización y Movimiento popular: las alternativas de izquierda (1982)